# Aleksander Czekanowski
Pour les articles homonymes, voir Czekanowski.
Aleksander Piotr Czekanowski (né le 12 février 1833 à Krzemieniec alors dans l'Empire russe - mort le 30 octobre 1876 à Saint-Pétersbourg) est un entomologiste, botaniste et géologue polonais, explorateur de la Sibérie centrale.

## Biographie
Il est le fils de Wawrzyniec qui tient une pension à Krzemieniec. Il est membre d'honneur du club zoologique au lycée local.
En 1850, Aleksander entreprend des études de médecine à l'université de Kiev. Mais sa vraie passion, les sciences naturelles, le pousse vers la géologie. En 1855, il déménage à Tartu pour y étudier la minéralogie. C'est à cette époque qu'il rejoint une fraternité étudiante Polonia. En 1857, il revient à Kiev où il s'occupe de collections de l'université. Peu avant l'insurrection de janvier, l'élite de la jeunesse polonaise se rassemble dans son appartement. Accusé de participer à l'insurrection, Czekanowski est arrêté et déporté en Sibérie, tout d'abord près de Tchita en Transbaikalie, ensuite à l'ouest du lac Baïkal. Sur le chemin de la déportation, il commence à collecter et à classer les insectes à l'aide d'une loupe confectionnée avec une carafe brisée. Transféré aux environs de Bratskii Ostrog sur l'Angara, il vit quelques années dans la misère. Malgré le climat sévère et un dur labeur chez des paysans, il continue ses travaux scientifiques. Il étudie la géologie de la région et effectue des observations météorologiques à l'aide d'instruments de sa propre conception. 
C'est Fryderyk Schmidt, une connaissance de Tartu, qui le sauve de cette situation difficile. Il lui rachète sa collection en 1876 et en commande d'autres. Deux ans plus tard, il obtient des autorités la libération de Czekanowski et son transfert à Irkoutsk. Dans cette ville, Czekanowski rejoint la section sibérienne de la Société géographique de Russie. En 1871, il explore la rive nord du Lac Khövsgöl en Mongolie avec Wiktor Godlewski et Benedykt Dybowski. Il poursuit l'exploration dans la partie amont de la Toungouska inférieure ainsi que du fleuve Oleniok. Il est l'auteur de la première description géologique de la Toungouska inférieure où il découvre du charbon et du graphite.
En 1876, les autorités lui permettent de rentrer à Saint-Pétersbourg où il commence à décrire les échantillons qu'il a prélevé en Sibérie. Ses collections botaniques et zoologiques font l'objet d'études de nombreux scientifiques.

## Postérité
Le nom de Czekanowski est donné : à une chaîne de montagnes (les Monts Tchékanovski) entre les fleuves Léna et Oleniok, à un sommet (pic Tchékanovski) dans les Monts Khamar-Daban, à une plante du jurassique, (un ginkgo du genre Czekanowskia), un genre d'ammonite du trias Czekanowskites, et une espèce d' ammonite du trias Prosphingites czekanowskii ,. 
Parmi les taxons éteints qui portent son nom, on trouve:
- Agnostus czekanowskii Schmidt, 1886 - un trilobite cambrien, Sibérie du nord.
- Triangulaspis czekanowskii (Toll, 1899), un trilobite, Sibérie orientale
- Angarocanis czekanowskii (Schmidt, 1886) un eurypterida silurien, Sibérie.
- Primitia czekanowskii Schmidt, 1886 - un ostracode silurien, Sibérie.
- Modiola czekanowskii Lahusen, 1886 - une bivalve jurassienne, Sibérie.
- Oxytoma czekanowskii Teller, 1886 - une bivalve du trias, Russie du nord.
- Bellerophon czekanowskii Schmidt, 1858 - un gastéropode ordovicien, côte sud du Golfe de Finlande.
- Epiczekanowskites Popow, 1961 - une ammonite du trias, Russie.
- Polyptychites tshekanovskii Pavlow, 1914 - un ammonite crétacé, Sibérie orientale.
- Palaeniscinotus czekanowskii Rohon, 1890 - un poisson crétacé, Sibérie.

Son nom est également donné aux espèces contemporaines:
- un  aconitum Aconitum czekanovskyi,
- un Oxytropis Oxytropis czekanowskii [5],
- Saxifraga czekanowskii [6],
- Myosotis czekanowskii,
- Papaver czekanowskii,
- une hybryde modrzewia Larix czekanowskii,
- un poisson Phoxinus czekanowskii [7] (synonyme Rhynchocypris czekanowskii[8]),
- une araignée Dendryphantes czekanowskii,
- un insecte Hyperborea czekanowskii,
- un crustacé Tropodiaptomus czekanowskii [9],
- Scoliocentra czekanowskii.